# Round Spring
Koordinaten: 37° 16′ 57,8″ N, 91° 24′ 27,9″ W
Der Round Spring ist eine Karstquelle im Staat Missouri in den Vereinigten Staaten.

## Beschreibung
Round Spring liegt im Shannon County in den Ozark Mountains, in der Siedlung Round Spring. Der blau schimmernde, etwa 17 m tiefe, kreisrunde Quelltopf ist von Felsen umgeben und schüttet durchschnittlich 1100 l/s. Der dort entspringende Bach mündet in den Current River.